# Marshfield (Indiana)
Marshfield es un área no incorporada ubicada en el condado de Warren en el estado estadounidense de Indiana.

## Geografía
Marshfield se encuentra ubicado en las coordenadas 40°14′57″N 087°27′10″O / 40.24917, -87.45278.

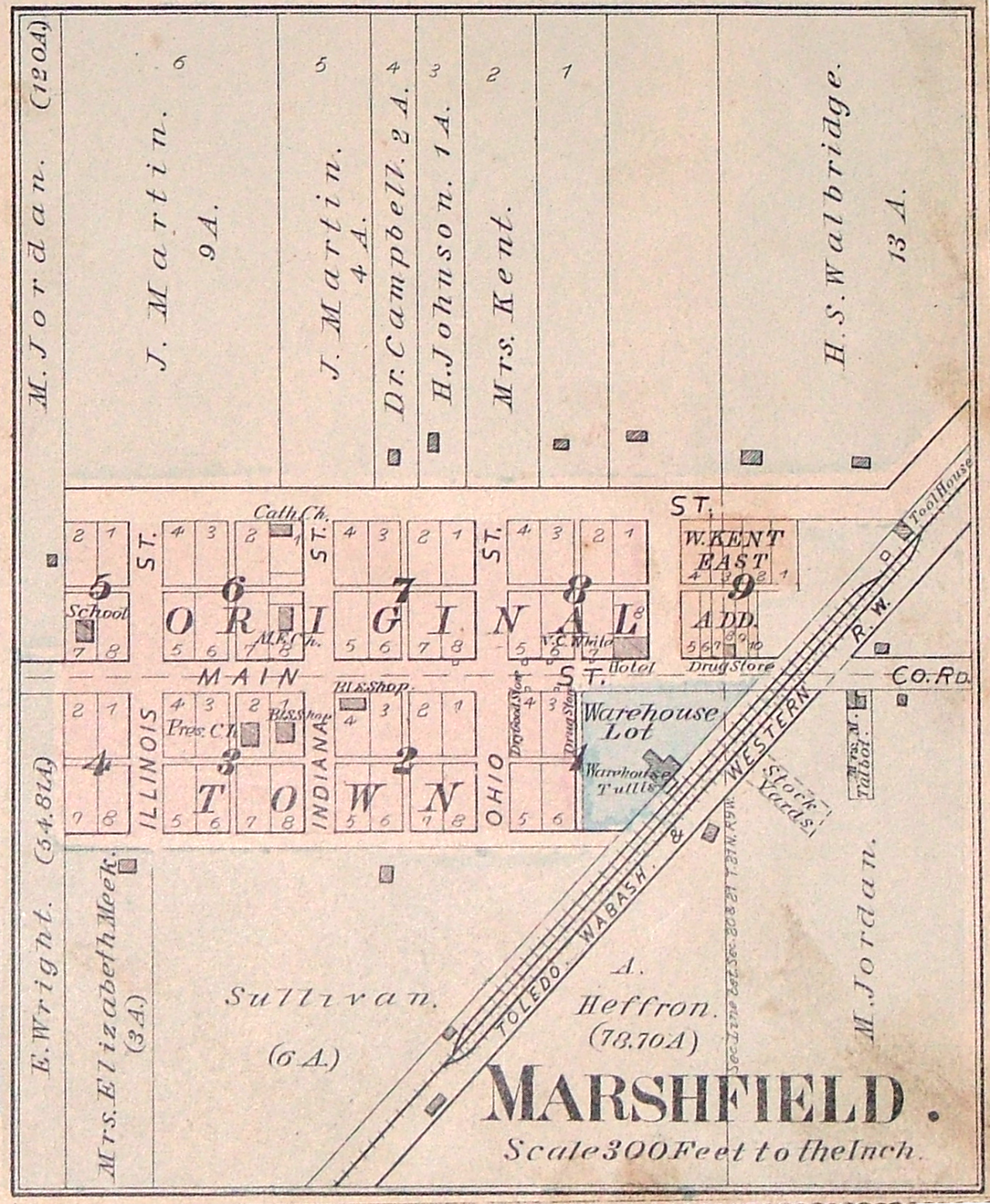
Un mapa del atlas del condado de Warren de 1877